# Aoplus kamuensis
Aoplus kamuensis är en stekelart som först beskrevs av Tohru Uchida 1926.  Aoplus kamuensis ingår i släktet Aoplus och familjen brokparasitsteklar. Inga underarter finns listade i Catalogue of Life.